# Почтовый музей Бата
Почто́вый музе́й Ба́та (англ. Bath Postal Museum) находится в городе Бате, графство Сомерсет, Англия.

## Экспозиция
Музейные коллекции включают:

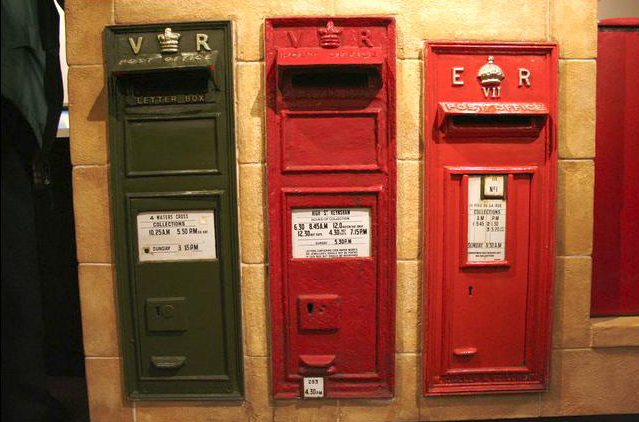
Почтовые ящики поздней викторианской эпохи в экспозиции музея

- биографии персоналий, связанных с развитием почты и с Батом, среди которых Ральф Аллен (Ralph Allen), Джон Пальмер и Томас Масгрейв (Thomas Moore Musgrave);
- историю почтовой связи со II тысячелетия до н. э. по настоящее время;
- историю британского почтового ящика.

Среди экспонатов музея:
- перья для письма и чернильницы,
- марочницы (шкатулки для хранения почтовых марок),
- почтовые ящики,
- почтовые рожки,
- глиняные таблички (clay tablets),
- маршрутные карты,
- модели почтовых дилижансов,
- а также письма и почтовые карточки.

Экспонируется также макет почтового отделения викторианской эпохи.

## История
Музей основан в 1979 году Одри и Гарольдом Суинделлами (Audrey and Harold Swindells) в цокольном этаже своего дома. В 1984 году музей переехал в здание по улице Броуд-стрит (Broad Street). На этом месте с 1822 по 1854 год находился почтамт Бата. Именно в этом здании 2 мая 1840 года было отправлено первое зафиксированное письмо с «Чёрным пенни». Фондом «Английское наследие» (English Heritage) зданию присвоен статус памятника истории II категории (listed building).

## Общая информация
Из-за значительно возросшей стоимости арендной платы с 2003 года музею пришлось выехать из здания на Броуд-стрит. 7 ноября 2006 года музей снова открылся, но на меньших площадях, в цокольном этаже здания почты по адресу: Нортгейт-стрит (Northgate Street), д. 27.